# Pustmühlenbach
Der Pustmühlenbach ist ein rund 3,7 km langer, orografisch linker Nebenfluss des Casumer Bachs auf dem Gebiet der Stadt Borgholzhausen im Kreis Gütersloh (Nordrhein-Westfalen). Er mündet nördlich der Kläranlage im Borgholzhausener Ortsteil Casum in den Casumer Bach.

## Orte am Bachlauf
- Hamlingdorf
- Bödinghausen
- Casum